# Tentation (pomme)
Pour les articles homonymes, voir Tentation.
Tentation est un nom commercial protégé portant sur un cultivar de pommier et ses fruits. Dans le langage usuel ce nom désigne souvent la pomme issue de ce cultivar de pommier nommé « Delblush » créé en 1979 par l'entreprise Georges Delbard par croisement de la variété Grifer (aussi connue sous le nom de Blushing Golden) et Golden Delicious.

## Protections
« Tentation » est une marque commerciale enregistrée au registre de l'Union européenne :
- numéro de marque : 000885038
- Catégorie : 31
- Date d'inscription : 16/07/1998
- Trois pommes Tentation.Date d'enregistrement : 07/04/2000

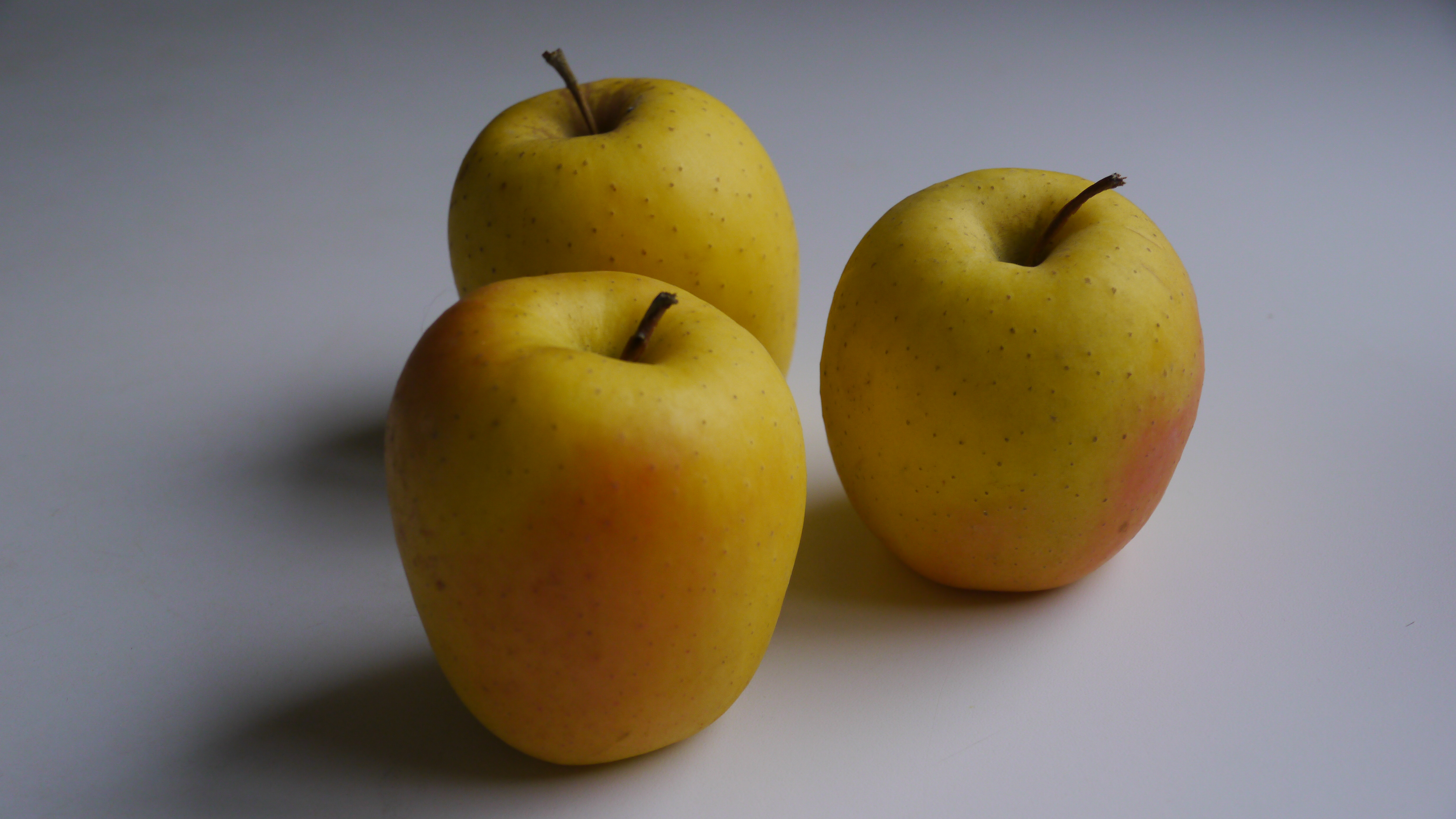
Trois pommes Tentation.

- Détenteur: Pépinières et roseraies Georges Delbard (SAS)

## Description
La couleur jaune de l’épiderme prend généralement une teinte dorée, ponctuée de nombreuses lenticelles qui donnent à Tentation son aspect spécifique. Dans certaines conditions, le fruit peut aussi présenter une joue rosée.

La pomme Tentation a un goût sucré et et une texture craquante.

## Culture
L’arbre est de vigueur moyenne avec un port ouvert. Sa production est rapide, régulière et abondante. À cueillir lorsque sa robe devient dorée, de mi-septembre à début octobre selon les régions.
Tentation arrive à maturité durant la deuxième quinzaine de septembre. Après récolte, les fruits doivent attendre 30 à 40 jours avant de développer tous les arômes caractéristiques de Tentation.